# Scutellaria racemosa
Scutellaria racemosa är en tvåhjärtbladiga växtart som beskrevs av Christiaan Hendrik Persoon. Scutellaria racemosa ingår i frossörtssläktet som ingår i familjen kransblommiga växter. Inga underarter finns listade i Catalogue of Life.